# Lohmanella falcata
Lohmanella falcata är en spindeldjursart som först beskrevs av Walter Hendricks Hodge 1863.  Lohmanella falcata ingår i släktet Lohmanella, och familjen Halacaridae. Arten är reproducerande i Sverige.